# Navigator Global Investments
Navigator Global Investments (NGI) (in precedenza HFA Holdings Limited) è una società australiana di gestione degli investimenti alternativi con sede a Toowong, Brisbane. È quotato in borsa presso l'Australian Securities Exchange (ASX) dal 2006.

## Storia
La società è stata originariamente fondata nel 1998 come HFA Holdings Limited (HFA) da Spencer Young. Nell'aprile 2006, HFA lanciò un'offerta pubblica iniziale per diventare una società quotata sull'ASX. Il suo prezzo di quotazione era di 1,10 dollari australiani per azione. Una delle società che l'ha aiutata a quotarsi è stata MFS Limited, che era anche un investitore fondamentale, rendendola un azionista significativo.
Nel dicembre 2006, Young si è dimesso dal ruolo di CEO di HFA per assumere un ruolo più strategico e gli è subentrato Paul Jensen. Jensen è rimasto nella società solo fino a settembre 2007, quando è stato licenziato dal suo ruolo e Young ha ripreso la guida della società. Jensen avrebbe successivamente citato in giudizio l'HFA per licenziamento illegale chiedendo più di 7,15 milioni di dollari australiani di risarcimento danni. La domanda riconvenzionale di HFA affermava che Jensen si era reso responsabile di una condotta gravemente illecita acquistando uno dei fondi della società al di fuori delle finestre di negoziazione specifiche e impiegando un consulente personale senza l'approvazione del consiglio di amministrazione di HFA.
Nel luglio 2007, HFA ha acquisito Lighthouse Investment Partners (Lighthouse) con sede negli Stati Uniti per 707 milioni di dollari australiani.
Dopo la crisi finanziaria del 2007-2008, HFA incontrò alcune difficoltà significative. Nel dicembre 2008, il prezzo delle sue azioni era di 4,9 centesimi di A $, un calo del 98% rispetto al suo picco nel luglio 2007. Allo stesso tempo, HFA ha dovette prendere le distanze da MFS Limited che era in procinto di fallire. HFA aveva inoltre congelato il riscatto di tre dei suoi fondi di investimento non quotati dopo il fallimento di Lehman Brothers. Si ipotizzava che HFA avrebbe potuto essere costretta a cancellare beni immateriali per un valore di 604 milioni di dollari australiani. Nel settembre 2009, HFA aveva svalutato dal 70% al 75% dell'avviamento relativo all'acquisto di Lighthouse.
Nell'aprile 2014, Young si dimise dalla carica di presidente di HFA. Gli subentrò Michael Shepard. All'epoca HFA stava cercando di nominare ulteriori amministratori non esecutivi indipendenti con sede negli Stati Uniti.
Il 9 agosto 2017, il consiglio di amministrazione di HFA annunciò il cambiamento del nome: da HFA a Navigator Global Investments. Questo per segnalare che la società aveva completato la sua ricostruzione e che avrebbe mirato ad andare oltre i semplici hedge fund.
Nel giugno 2018, NGI acquisì Mesirow Advanced Strategies, la divisione hedge fund multi-manager di Mesirow Financial. Nell'agosto 2020, NGI rilevò partecipazioni di minoranza in sei gestori di investimenti alternativi da Dyal Capital. Erano Bardin Hill Investment Partners, Capstone Investment Advisors, Capital Fund Management, MKP Capital Management, Pinnacle Asset Management e Waterfall Asset Management. L'accordo fu concluso in due parti, la seconda parte dopo il 2025.
Nel settembre 2021, NGI firmò un accordo definitivo per acquisire una partecipazione del 32% in Longreach Alternatives.  Nell'aprile 2022, NGI cercò di raccogliere 47 milioni di dollari australiani tramite collocamento in modo da poter acquisire una quota del 20% del gestore immobiliare statunitense Marble Capital.  Nell'agosto dello stesso anno, NGI acquisì anche una partecipazione in Invictus Capital Partners.